# Living Proof (песня Камилы Кабельо)
«Living Proof» — песня американо-кубинской певицы Камилы Кабельо с предстоящего студийного альбома Romance.

## История
Кабельо впервые выложила тизер песни в феврале 2019 года. Позднее она анонсировала выход песни на 13 ноября. Кабельо также сообщила, что одна это из её любимых песен, которую она написала для альбома Romance.
В музыкальном плане «Living Proof» это поп-песня длительностью 3 минуты и 14 секунд. Песня открывается ритмичными хлопками ладоней и гитарными ритмами. Лирически, Кабельо использует религиозные образы, чтобы описать свои отношения с любовником. Кроме того, она использует фальцет в припеве. В начале песни содержится сэмпл записи Энди Джонса для его The Heart Heartwood Project.

## Концертные выступления
Кабельо впервые исполнила песню на церемонии American Music Awards, вместе с хитом «Señorita» вместе с Shawn Mendes.
5 декабря 2019 года Кабельо исполнила песню на шоу The Tonight Show Starring Jimmy Fallon (босиком и в окружении танцоров в виде живых цветов), а спустя сутки также в программе The Ellen DeGeneres Show в сопровождении большого хора.

## Музыкальное видео
Официальное музыкальное видео «Living Proof» было размещено на канале YouTube 24 ноября 2019 года за день до её исполнения на церемонии American Music Awards. Режиссёром был Алан Фергюсон. Оно было вдохновлена картиной Джона Эверетта Милле Офелия, на которой изображен вымышленный шекспировский персонаж, плавающий в реке, покрытой цветами. На протяжении всего видео певица резвится с группой танцоров и лежит в воде и ложе из лепестков.

## Участники записи
По данным
- Камила Кабельо — вокал, автор
- Mattman & Robin — продюсеры, авторы, инструменты, бэк-вокал
- Ali Tamposi — автор
- Justin Tranter — автор
- John Hanes — звукоинженер
- Mattias Bylund — горн
- Serben Ghenea — микширование
- Dustin Park — запись
- Ryan Dulude — запись
- Peter Noos Johansson — тромбон

## Чарты

### Недельные чарты
| Чарт (2019)                         | Высшая позиция |
| ----------------------------------- | -------------- |
| Канада (Billboard Canadian Hot 100) | 84             |
| Греция (IFPI Greece)                | 82             |
| Ирландия (IRMA)                     | 82             |
| Lithuania (AGATA)                   | 51             |
| Новая Зеландия, Hot Singles (RMNZ)  | 10             |